# Aristida rauliolii
Aristida rauliolii là một loài thực vật có hoa trong họ Hòa thảo. Loài này được Maire mô tả khoa học đầu tiên năm 1934.